# Москва (гостиница, Баку)
Гостиница «Москва» (азерб. Moskva mehmanxanası) — гостиница, располагавшаяся некогда в столице Азербайджана, в городе Баку, на территории Нагорного парка (ныне «Аллея шахидов»), на высоте 80 м над уровнем моря. Была построена в 1977 году по проекту академика Микаэля Усейнова. В здании гостиницы «Москва» была расположена редакция бывшего азербайджанского частного телеканала «BMTİ», который вещал с 16 августа 1993 по май 1994 года. В 2000-х годах здание гостиницы снесли. В настоящее время на её месте  расположены Пламенные башни.

## Архитектура
Здание гостиницы было расположено в треугольнике, образованном проспектом Наримана Нариманова (ныне — проспект Парламента) и улицей Мехти Гусейна. Архитектура гостиницы представляло собой контраст повторяющего рельеф участка одноэтажного и многоэтажного зданий.

Фойе гостиницы с мозаичным панно работы Тогрула Нариманбекова

Со всех сторон здание гостиницы было окружено балконами (эйванами). В качестве переплётов был использован анодированный металл. Здание было облицовано светло-серым мрамором и украшено ажурной сеткой балконов. Архитектура одноэтажного здания, вершина которого имела полукруглую форму, была решена в более монументальных формах. Главный вход в гостиницу находился на восточной стороне. По словам Камиля Мамед-заде, композиционная задача, благодаря которому все фасады эффектно воспринимались со всех подходов, решена архитектором верно.
В одноэтажном здании находились помещения общественного пользования, сгруппированные вокруг внутреннего дворика, предназначенного летом для отдыха. В высотной же части здания имелись сами номера, имевшие широкие балконы — эйваны с видом на город и Бакинскую бухту. Планировка этажей гостиницы в была схожа с планировочной структурой гостиницы «Азербайджан».
В большом вестибюле имелись бесшумные, скоростные лифты и парадная лестница, соединявшаяся с жилыми помещениями гостиницы. Раскрывавшееся во внутренний дворик фойе гостиницы было украшено росписью народного художника Азербайджана Тогрула Нариманбекова. Из фойе можно было пройти к ресторанному и банкетным залам.
Зал ресторана имел полукруглую форму. Её торцовую стену украшал красочный витраж, перед которым была расположена эстрада. Люстра потолка в зале, представлявшая собой ожерелье из золочёных светильников, была выполнена по рисунку самого Микаэля Усейнова и считалась главным украшением зала.